# 6 juin 1914
Le samedi 6 juin 1914 est le 157e jour de l'année 1914.

## Naissances
- Antoine de Souroge (mort le 4 août 2003), prêtre orthodoxe de l'Église de Russie
- Eugène Nakonechny (mort le 14 octobre 1988), architecte ukrainien
- Julien Joseph Audette (mort le 28 octobre 1989), pionnier fransaskois de l'aviation et du vol à voile au Canada

## Décès
- Adolf Lieben (né le 3 décembre 1836), chimiste
- Ludwig von Massow-Parnehnen (né le 26 janvier 1844), personnalité politique
- Gabriel Ferrier (né le 29 septembre 1847), peintre portraitiste et orientaliste français
- Raoul Gineste (né le 31 mars 1849), écrivain